# Hamilton Standard
A Hamilton Standard (hoje em dia, parte da Collins Aerospace), foi criada como Standard Steel Propeller em 1918. O nome Hamilton Standard, surgiu em 1929 quando a United Aircraft and Transport Corporation consolidou a Hamilton Aero Manufacturing e a Standard Steel Propeller na Hamilton Standard Propeller Corporation. Outros membros da United Aircraft incluiam a Boeing, a United Airlines, a Sikorsky, e a Pratt & Whitney. Naquela época a Hamilton era a maior fabricante de hélices  de avião do mundo.